# Misled (Kool & the Gang)
Misled è un singolo del gruppo musicale statunitense Kool & the Gang, pubblicato nel novembre 1984 ed estratto dal sedicesimo album Emergency.
Autori del brano Misled sono Robert "Kool" Bell, Ronald Bell, J.T. Taylor, Jim Bonnefond, Claydes Smith e Curtis Williams.  Il singolo uscì su etichetta De-Lite Records e fu prodotto dagli stessi Kool & the Gang, Jim Bonnefond e Ronald Bell.

## Tracce
7"
1. Misled – 4:06
2. Rollin'

12"
Lato A
1. Misled (Full Length Version) – 4:59

Lato B
1. Ladies' Night (Remix) – 6:58
2. Rollin' – 3:10

## Video musicale
Nel video musicale di Misled, l'interprete del brano è accompagnato da una figura femminile simile a una fata dalla veste bianca. A queste immagini si alternano immagini di un deserto in cui interagiscono vari personaggi.

## Classifiche
| Classifica               | Posizione massima | Nr. di settimane |
| ------------------------ | ----------------- | ---------------- |
| Belgio                   | 21                | 4                |
| Germania                 | 46                | 8                |
| Regno Unito              | 28                | 5                |
| US Hot Black Singles     | 3                 |                  |
| US Billboard Dance/Disco | 9                 |                  |

## Altre versioni
Nel 2004, i Kool & the Gang hanno registrato una nuova versione del brano Misled, incisa assieme all'ex-frontman degli Spandau Ballet Tony Hadley: questa versione è stata inclusa nella raccolta The Hits: Reloaded.
In seguito, nel 2010 i Kool & the Gang hanno inciso una versione del brano Misled assieme a Gerry Otis.